# Physiculus grinnelli
Physiculus grinnelli är en fiskart som beskrevs av Jordan 1922. Physiculus grinnelli ingår i släktet Physiculus och familjen Moridae. Inga underarter finns listade i Catalogue of Life.